# Slaget vid Magnesia
Slaget vid Magnesia stod i december 190 f.Kr. vid Magnesia ad Sipylum (i nuvarande Turkiet) mellan Antiochos den stores armé och de allierade Rom och Pergamon. Slaget slutade med en romersk seger och ledde fram till freden i Apamea. Slaget är skildrat av Livius och Appianos.
Som en följd av seleukidernas nederlag gjorde sig vasallerna över Större Armenien och Sophene självständiga, vilket innebar början av artexiaddynastin som styrde Kungariket Armenien under tvåhundra år.